# Retrato de Becuccio Bicchieraio (Andrea del Sarto, Edimburgo)
El Retrato de Becuccio Bicchieraio o Retrato de Domenico de Gambassi es una obra al óleo sobre tabla del artista italiano Andrea del Sarto. La obra se conserva en la Galería Nacional de Escocia en Edimburgo.

## Historia
Andrea del Sarto realizó la obra entre 1522 y 1523 aproximadamente.
Hubo un tiempo en que llegó a pensarse que este retrato fuera en realidad un autorretrato, es decir que representaba al propio artista, pero ha sido identificado convincentemente como su buen amigo Becuccio Bicchieraio, apodado de ese modo por su oficio de vidriero (bicchieraio), a lo que alude la presencia de una jarro y un cuenco de vidrio en la pintura.
No se sabe demasiado de su historia, hasta que en 1967 fue adquirido por la Galería Nacional de Escocia de Edimburgo, en Escocia (Reino Unido); forma parte de la colección principal en exposición.

## Descripción
La obra es un óleo sobre tabla de 86 cm de alto y 67 cm de largo.
Becuccio es retratado de pie y de tres cuartos hacia la derecha, mientras mira al espectador, sobre un fondo liso verde amarronado.
Viste a la moda de la época, con un jubón de color negro con amplias mangas abullonadas que se ciñen del codo a la muñeca, con la camisa blanca asomando en el cuello, y sombrero de tres puntas igualmente negro, bajo el cual asoman mechones de sus cabellos castaños. El rostro es redondo, como son también los ojos, y tiene una nariz ligeramente aguileña y un cuello con pliegues y ligera papada.
Entre las manos, Becuccio sujeta un jarro de vidrio, mientras sobre la mesa delante cubierta con un paño verde oscuro están colocados un cuenco de vidrio, dos limones y una naranja. Los objetos de vidrio simbolizan la profesión de Becuccio, vidriero (bicchieraio), que le dio el apodo.
La plasmación de los objetos de vidrio, la enfática pose de tres cuartos y el énfasis dado al juego de luces, especialmente sobre la amplia manga oscura, demuestran la asombrosa capacidad pictórica del artista. El sombreado en torno a los ojos y la boca refleja la influencia del esfumado de Leonardo da Vinci sobre Andrea del Sarto.